# Nikolaj Kuzmitj Ivanov

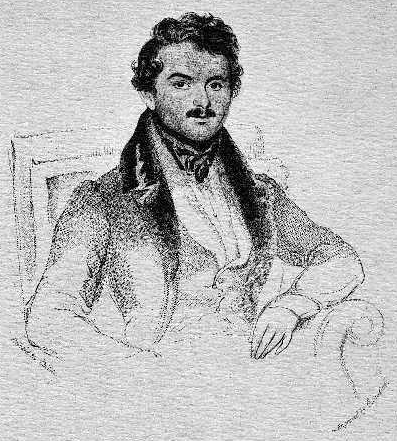
Nikolaj Kuzmitj Ivanov.

Nikolaj Kuzmitj Ivanov (ryska: Николай Кузьмич Иванов), född 22 oktober 1810 (gamla stilen: 10 oktober) i guvernementet Poltava, död 7 juli 1880 i Bologna, var en rysk operasångare.
Ivanov utbildades i Italien med statsstipendium, men föll i onåd vid ryska hovet, då han expatrierade sig och tog engagemang i Konstantinopel. Han firade triumfer i Italien (främst på Teatro alla Scala i Milano) samt i Paris och London och ansågs av många som värdig medtävlare till Giovanni Battista Rubini. Han lämnade scenen redan 1845 och bosatte sig i Bologna. Han var nära vän till Gioacchino Rossini.